# Candavene

Familienwappen des Hauses Candavene

Das Candavene war die Familie der ersten Grafen von Saint-Pol.

## Geschichte
Es regierte vom 11. bis zur Mitte des 13. Jahrhunderts. Die Bezeichnung rührt vom Beinamen des Grafen Hugo II., dessen Bedeutung jedoch umstritten ist.
Die Familie starb etwa 1240 aus und hinterließ ihren Besitz dem Haus Châtillon.

## Stammliste
1. Roger, 1023 bezeugt, † vor 1075, 1031/67 Comte de Saint-Pol; ⚭ Hadwis, um 1031 bezeugt
  1. Manassès, um 1031/56 bezeugt
  2. Robert, um 1031/56 bezeugt
  3.  ? Hugues I., 1070 Comte de Saint-Pol (Filiation unklar)
  4. NN (es ist nicht bekannt, ob Manasses oder Robert von Saint-Pol hier einzusetzen ist)
    1. Guido (Guy) I., Comte de Saint-Pol 1075/78
    2. Hugues II. Candavène; ⚭ Hélissende, Tochter von Gui I., Graf von Ponthieu (Haus Ponthieu)
      1. Enguerrand, 1096 bezeugt, X wohl 1089/99 auf dem Ersten Kreuzzug vor Marah
      2. Hugues III., 1096/1145 bezeugt, 1117 Candavène genannt, 1122 Comte de Saint-Pol, 1129 und 1135 Comte de Hesdin, 1136 exkommuniziert, gründet wohl 1137 die Abteien Cercamps (in Frévent) und Clairfayts; ⚭ I NN; ⚭ II um 1128 Marguerite de Clermont, Tochter von Rainald II., Graf von Clermont-en-Beauvaisis, Witwe von Graf Karl dem Guten von Flandern, sie heiratete in dritter Ehe Baudouin d’Encre
        1. (I) Söhne, 1129 bezeugt
        2. (I) Enguerrand Candavène, 1137/70 bezeugt, 1143 Comte de Saint-Pol ; ⚭ Ida d’Avesnes, Tochter von Nicolas
        3. (I) Hugues, 1137/45 bezeugt, 1155 Meister des Lazarusordens
        4. (I) Anselme Candavène, 1137/75 bezeugt, 1162 Seigneur de Lucheux, 1169 Seigneur de Tarentefort (englisches Lehen), 1170 Comte de Saint-Pol ; ⚭ I NN ; ⚭ II Eustachie, † vor 12. November 1164, Tochter von NN und Isabelle, geschieden von Geoffrey de Mandeville, 2. Earl of Essex, consaguinea des Königs Heinrich II. von England; ⚭ III Mathilde, 1202 bezeugt, heiratete in zweiter Ehe Hugues de Chaumont
          1. (I) Enguerrand, 1164/86 Seigneur de Beauval
          2. (I) Marguerite, 1183/1219 bezeugt ; ⚭ vor 1190 Dreux, Châtelain d‘Amiens, 1178/94 bezeugt, † vor 1195
          3. (I) Flandrine, 1202 bezeugt, ⚭ Guillaume de Guînes, 1177/1217 bezeugt
          4. (I) Marie, 1202 bezeugt
          5. (I) Beatrix, 1202 bezeugt; ⚭ vor 4. November 1170 Jean I., Comte de Ponthieu, † 30. Juni 1191 (Haus Montgommery
          6. (III) Hugues IV. Candavène, † Februar 1205, Ritter, 1175 Comte de Saint-Pol, 1192 auf dem Dritten Kreuzzug, 1200 auf dem Vierten Kreuzzug, 1204 Herr von Didymotika, begraben in Cercamp (Frévent); ⚭ vor 28. April 1180 Jolande (1202: Melisende genannt), von Hennegau, † nach November 1202, Tochter von Graf Balduin IV. (Haus Flandern), Witwe von Ives des Nesle, Graf von Soissons (Haus Nesle)
            1. Elisabeth, † kurz vor 1240, 1205 Comtesse de Saint-Pol; ⚭ I 1196 Gaucher de Châtillon, Comte de Saint-Pol, 1183 bezeugt, X Oktober 1219 (Haus Châtillon); ⚭ II 1231 Jean de Béthune, † vor 1240 (Haus Béthune)
            2. Eustachie, 1200/35 bezeugt, † vor 1241 ; ⚭ vor 1200 Jean II. de Nesle, Burggraf von Brügge, † 22. Dezember 1239 (Haus Nesle)

          7. (III) Guy, 1196/1202 bezeugt, 1196/97 Seneschall von Ponthieu

        5. (I) Raoul, 1137/62 bezeugt
        6. (I) Guy Candavène, 1137/62 Seigneur de Beauval
        7. (II) Beatrix, † nach 1192 ; ⚭ Robert de Coucy, Seigneur de Boves